# Кімура Ріе
Кімура Ріе (яп. 木村 理恵; нар. 30 липня 1971, Анан, Кіото, Японія) — японська футболістка, захисниця, виступала в збірній Японії.

## Клубна кар'єра
Кімура народилася 30 липня 1971 року в префектурі Кіото. Закінчила Осакський університет здоров'я і спорту. Дорослу футбольну кар'єру розпочала в 1994 році в клубі «Тасакі Перуле», кольори якої захищала до 2003 року. 

## Кар'єра в збірній
Дебютувала у збірній Японії 16 травня 1996 року в поєдинку проти збірної США. Виступала на чемпіонатах Азії 1999 та 2001 року. З 1996 по 2001 рік зіграла 21 матч.

## Статистика виступів у збірній
| жіноча національна збірна Японії | жіноча національна збірна Японії | жіноча національна збірна Японії |
| Рік                              | Матчі                            | Голи                             |
| -------------------------------- | -------------------------------- | -------------------------------- |
| 1996                             | 2                                | 0                                |
| 1997                             | 0                                | 0                                |
| 1998                             | 0                                | 0                                |
| 1999                             | 6                                | 0                                |
| 2000                             | 6                                | 0                                |
| 2001                             | 7                                | 0                                |
| Загалом                          | 21                               | 0                                |